# Обесшламливание
Обесшла́мливание (англ. desliming, sludge removal; нем. Entschlämmung f) — операция предварительной обработки материала при обогащении полезных ископаемых, которая заключается в удалении шлама.
Для обесшламливания используются грохоты (в частности, дуговые сита), специальные дешламаторы. Дешламатор, как правило, имеет следующие технологические узлы: корпус с каркасом для установки колосниковых сит, поддон для эвакуации подрешётного продукта, устройство для изменения угла наклона рабочей поверхности, напорные брызгала и подвижные борты.

## Обесшламливание угля
Обесшламливание угля — это снижение содержания шлама в обрабатываемом угле; удаление наиболее тонкодисперсной части раздробленных руд (шламов) из пульпы для повышения качества концентрата. Обесшламлиание может предварять процесс обогащения или проводиться на промежуточном или конечном продукте операции.
Предварительное обесшламливание обесшламливание перед гравитационным (отсадка, обогащение на концентрационных столах и др.) и перед флотационным обогащением, а также перед электрической сепарацией. Осуществляется путём грохочения, например, на дуговых ситах, вибрационных грохотах, конусных неподвижных грохотах. Для обесшламливания используют также воздушные, гидравлические и спиральные классификаторы, а также гидроциклоны, багер-зумпфы. Обесшламливание магнетитовых концентратов осуществляют в магнитных дешламаторах.